# Annie Miller

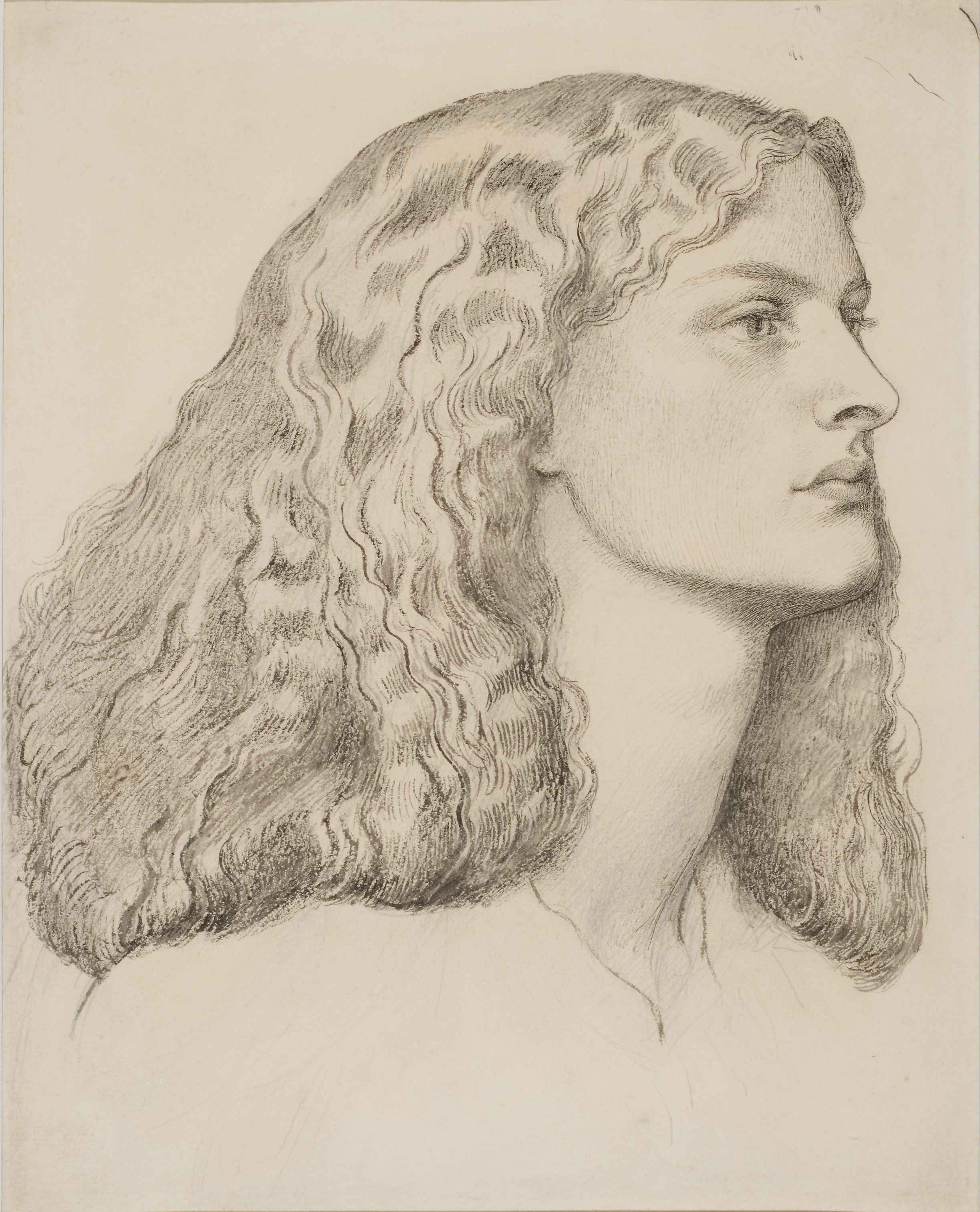
Portret van Annie Miller door Dante Gabriel Rossetti

Annie Miller (Chelsea (Londen), 1835 - Shoreham-by-Sea, 1925) was een Engels model. Ze poseerde onder andere voor de kunstschilders William Holman Hunt, Dante Gabriel Rossetti en John Everett Millais, leden van de Pre-Raphaelite Brotherhood. Met Holman Hunt had ze lange tijd een relatie.

## Leven
Miller was van eenvoudige afkomst, dochter van een veteraan uit de napoleontische oorlogen. Als barmeisje trok ze de aandacht van Holman Hunt, die haar model liet zitten, onder andere voor zijn schilderij The Awakening Conscience. Hunt en Miller kregen een relatie en hadden zelfs plannen om te trouwen. Toen Hunt in 1854 naar Palestina vertrok regelde hij dat Miller een opleiding zou krijgen en beval hij haar aan model te zitten voor onder anderen Millais. Toen hij in 1856 terugkeerde kwam hij er tot zijn ongenoegen achter dat ze ook geposeerd had voor Rossetti, die hij niet geheel vertrouwde. Uiteindelijk leidde dit tot de breuk tussen Hunt en Rossetti, en in 1859 braken Hunt en Miller hun verloving af. Miller bleef tot vervolgens gewoon poseren voor Rossetti, die haar onder andere portretteerde als Helen of Troy.
In 1866 huwde Miller kapitein Thompson, kreeg twee kinderen en leidde volgens Hunt, die haar later nog eens tegen het lijf liep in Shoreham-by-Sea, een gelukkig leven. Ze overleed in 1925.

## Galerij

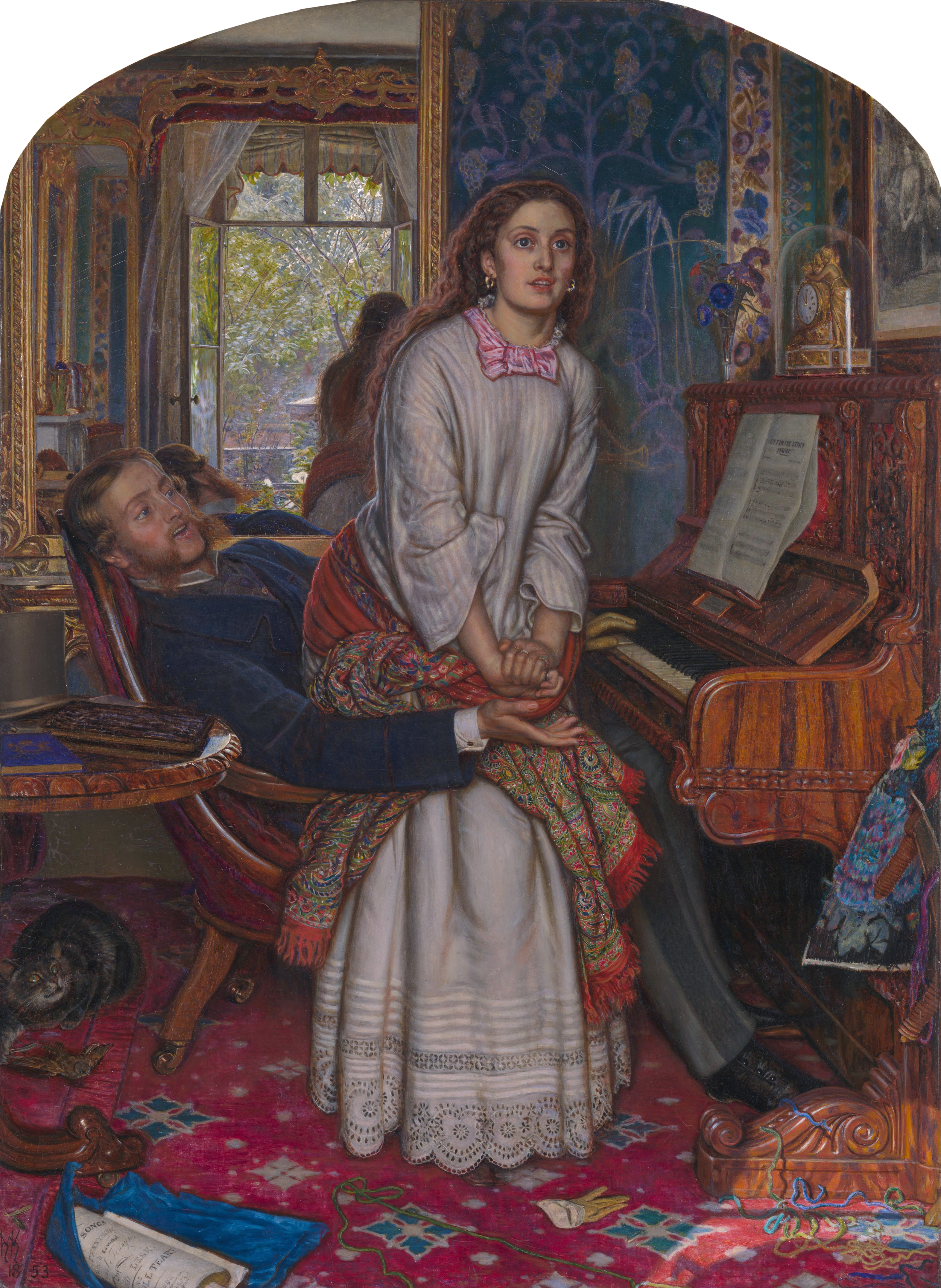
Model in The Awakening Conscience, door Holman Hunt
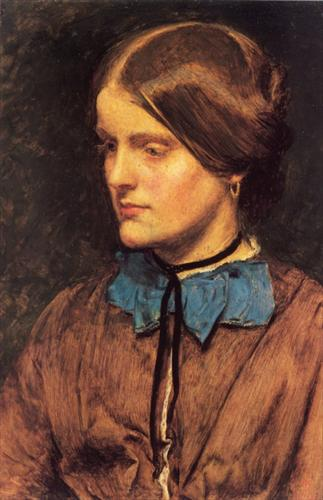
Portrait of Annie Miller, door Millais
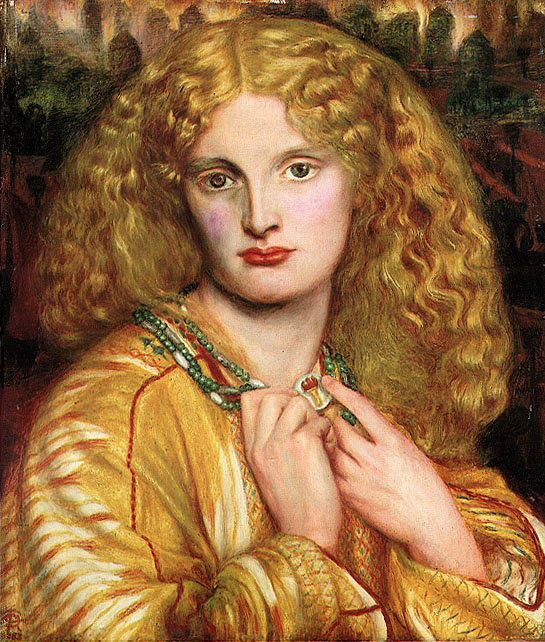
Helen of Troy, door Rossetti
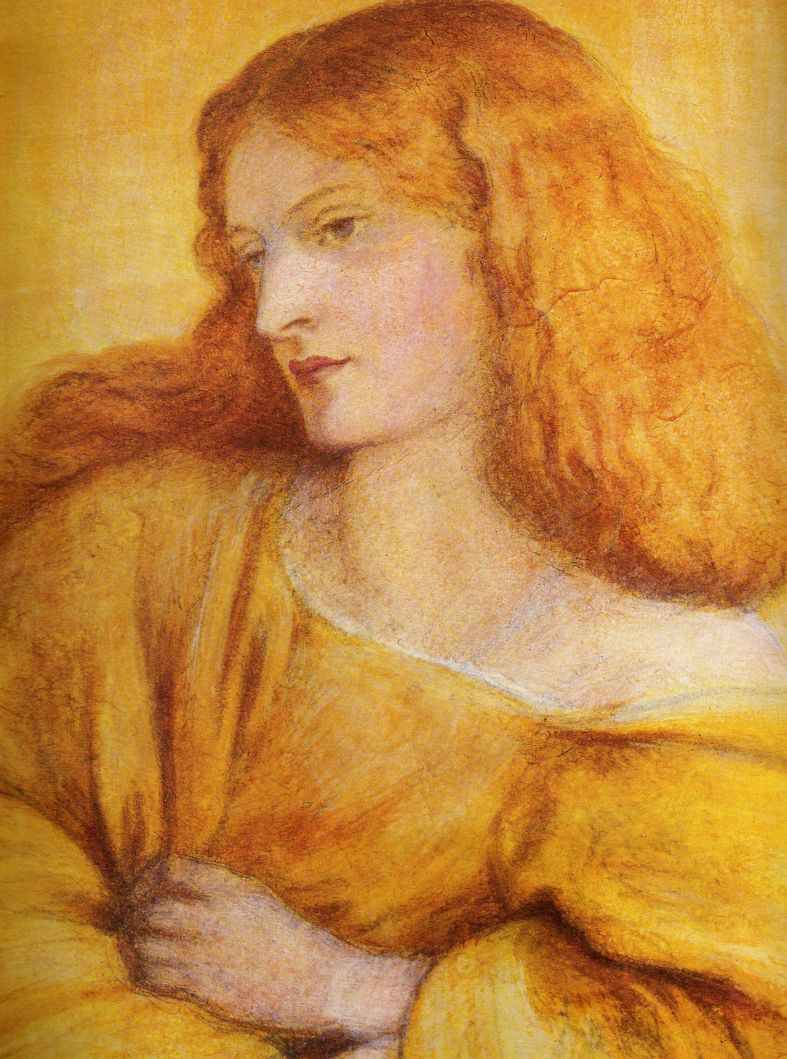
Woman in Yellow (Annie Miller), door Rossetti

## Noot
1. ↑  Zie externe links, preraphaelites.net